# Stolnica svete Marije, Limerick
Stolnica svete Marije je stolnica Irske cerkve v Limericku na Irskem, ki je posvečena blaženi devici Mariji, v cerkveni pokrajini Dublin. Prej je bila stolnica Limeriške škofije, zdaj pa je osrednja stolnica združenih škofij Limerick in Killaloe.

## Od ustanovitve do irske reformacije
Limeriška stolnica je bila ustanovljena leta 1168 in je najstarejša stavba v Limericku, ki se še vedno redno uporablja . Je edina na Irskem z vsemi mizerikordijami. 
Leta 1111 je sinoda v Ráth Breasailu odločila, da bo cerkev svete Marije postala stolna cerkev škofije Limerick. Po tradiciji je Domnall Mór Ua Briain, zadnji kralj Munstra, ustanovil sedanjo stolnico na kraju, na katerem je bila njegova palača na Kraljevem otoku leta 1168 . Palača je bila zgrajena, kjer je bil prej Thingmote, najzahodnejša evropska trdnjava Vikingov. Bila je središče vladanja v zgodnjem srednjeveškem vikinškem mestu. Deli palače so vključeni v sedanjo zgradbo stolnice, najvidnejša so velika zahodna vrata, ki naj bi bila izvirni glavni vhod v kraljevo palačo . Zahodna vrata se zdaj uporabljajo samo ob obrednih priložnostih. Limeriški škofi so že stoletja vstopali skozi ta vrata, kar je bilo del obreda. Po izročilu so pri več obleganjih Limericka za obrambo mesta naložili kamenje okrog zahodnih vrat, da bi na njem ostrili svoje meče in puščice. Še vedno je mogoče videti sledi v kamnu. 
Stolp je bil dodan v 14. stoletju. Dviga se 36,5 metra visoko in ima 8 zvoncev za pritrkovanje, ki so jih ulili v livarni Whitechapel v Londonu. Stolp ima tudi klicni zvon, ki se lahko dvigne iz pritličja.

## Pomembne grobnice
V stolnici so številne zanimive grobnice. Slavni zdravnik dr. Samuel Crumpe je pokopan blizu velikega zahodnega vhoda. Zadnji kralj Munstra je pokopan v sami ladji. Pomembne so še grobnice Sexton, Barrington, Boyd in Vanderkiste na južni vhodni poti.

## Do 19. stoletja
S stropa visi pet lestencev. Prižgejo jih samo ob posebnih priložnostih. Večji trije od petih so bili izdelani v Dublinu in jih leta 1759 darovala Limeriška družba. Šest od osmih zvonov je leta 1673 daroval William Yorke, župan Limericka. Skupina zvonarjev potuje po državi in tekmuje z drugimi pritrkovalci. Orgle so bile zgrajene leta 1624, poklonil jih je škof Bernard Adams. V stoletjih so bile ponovno izdelane in nazadnje obnovljene leta 1968 in 2005.
Leta 1620 je v Angliji rojeni sodnik Luke Gernon, prebivalec Limericka, laskavo opisal stolnico:
Ni velika, ampak svetla in po božji previdnosti škofa precej razkošna in veličastno služi s petjem in orglami. 
Med irskimi konfederacijskimi vojnami je bila nekaj časa rimskokatoliška. Rimskokatoliški škof Richard Arthur je bil pokopan v stolnici leta 1646.
Leta 1651, ko so sile Oliverja Cromwella zajele Limerick, je parlamentarna vojska stolnico uporabljala kot konjušnico. Ta zloraba je bila kratkotrajna, vendar je podobna usoda doletela tudi nekatere druge velike stolnice na Irskem. Vojaki so odstranili prvotni visoki oltar. Oltar je bil obnovljen šele v 1960-ih. To je največji tak oltar na Irskem in v Združenem kraljestvu, izrezan je iz enega samega kosa apnenca. Oltar se zdaj ne uporablja več, temveč ostaja na svojem zgodovinskem mestu v kapeli device Marije.
Leta 1691 je bila stolnica med Viljemovim obleganjem Limericka precej poškodovana, zlasti na vzhodu  . Po pogodbi iz Limericka je Viljem odobril 1000 funtov za popravila. V kapelici Glentworth so topovske krogle iz leta 1691.

## 20. stoletje
Leta 1968 je irska vlada naročila dve poštni znamki v spomin na 800-letnico stolnice. Leta 1991 je bil vzpostavljen velik obnovitveni program v višini 2,5 milijona funtov, ki je bil končan leta 1996 z izkopavanjem in ponovnim polaganjem tal in namestitvijo talnega centralnega ogrevanja. Obnova se nadaljuje še danes.

## 21. stoletje
Danes jo prebivalci Limericka še vedno uporabljajo za njen prvotni namen kot kraj čaščenja in molitve. Za javnost je odprta vsak dan od 9.00 do 16.00. Vstopnina za turiste je 4 evre. Denar porabijo za vzdrževanje.
Ko se je 24. junija 2012 upokojil sir Very Rev'd Maurice,  je škof Trevor Williams imenoval Sandro Ann Pragnell za dekanico Limericka in rektorico župnije Limerick mesto. Bila je prva dekanica stolnice in rektorica župnije Limerick. Upokojila se je januarja 2017.
V stavbi je spominska plaketa Združenih narodov z imeni vseh irskih moških, ki so umrli med službovanjem v mirovnih operacijah Združenih narodov.